# Curtili
Curtili (en llatí Curtilius) va ser un cavaller romà que va viure al segle i aC.
Era un membre del partit de Juli Cèsar, que després de la victòria del seu bàndol l'any 43 aC es va apoderar d'una gran hisenda de l'estat a Fundi, que abans havia estat administrada per Gai Sextili Ruf.